# Leck mir den Arsch fein recht schön sauber
Leck mir den Arsch fein recht schön sauber (česky Vyliž mi prdel pěkně hezky do čista) je trojhlasý kánon v B-Dur, o kterém se dlouho myslelo, že byl zkomponován Mozartem v roce 1782 během jeho pobytu ve Vídni. Dnes se historici domnívají, že hudbu složil Václav Trnka z Křovic, text ale pravděpodobně pochází od Mozarta.

## Text
| Leck mir den A… recht schön, fein sauber lecke ihn, fein sauber lecke, leck mire den A… Das ist ein fettigs Begehren, nur gut mit Butter geschmiert, den das Lecken der Braten mein tagliches Thun. Drei lecken mehr als Zweie, nur her, machet die Prob' und leckt, leckt, leckt. Jeder leckt sein A… fur sich. | Lízej mou prdel, vyliž ji pěkně do čista, pěkně a do čista vyliž mou prdel. Je to mazlavé pokušení, pěkně máslem pomazané, jako lízání pečínky, má každodenní činnost. Tři vylížou víc než dva, jen pojďte, zkuste to a lízejte, lízejte, lízejte. Každý si líže vlastní prdel. |